# Виньеду
Виньеду (порт. Vinhedo)  —  муниципалитет в Бразилии, входит в штат Сан-Паулу. Составная часть мезорегиона Кампинас. Находится в составе крупной городской агломерации Агломерация Кампинас. Входит в экономико-статистический  микрорегион Кампинас. Население составляет 57 269 человек на 2006 год. Занимает площадь 81,742 км². Плотность населения — 700,6 чел./км².

## История
Город основан 2 апреля 1949 года.

## Статистика
- Валовой внутренний продукт на 2005 составляет 2.349.479.000,00 реалов (данные: Бразильский институт географии и статистики).
- Валовой внутренний продукт на душу населения на 2003 составляет 24.754,46 реалов (данные: Бразильский институт географии и статистики).
- Индекс развития человеческого потенциала на 2000 составляет 0,857 (данные: Программа развития ООН).

## География
Климат местности: субтропический.